# Дрок красильный
Дрок краси́льный, или Дрок кровожа́дный (лат. Genīsta tinctōria) — вид растений рода Дрок (Genista) семейства Бобовые (Fabaceae), произрастающих в Евразии.

## Ботаническое описание

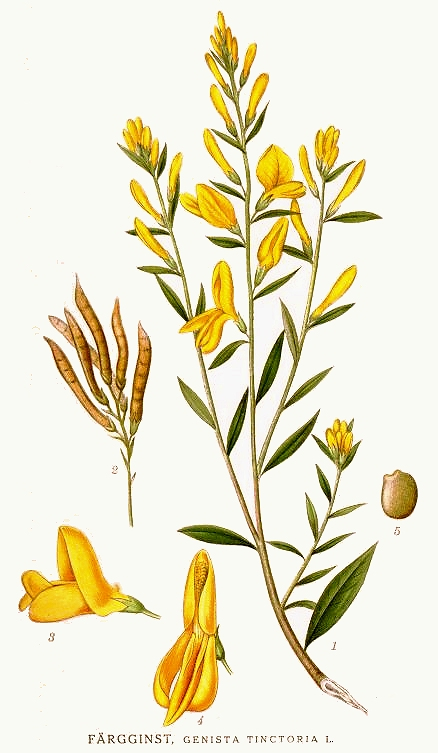
Дрок красильный.
Ботаническая иллюстрация из книги Карла Акселя Магнуса Линдмана «Bilder ur Nordens Flora», 1856—1926.

Кустарник высотой 50—150 см. Ветви голые, направленные вверх.
Листья линейные или ланцетовидные, острые, к основанию клиновидные.
Цветки жёлтые, на коротких цветоножках, на концах ветвей в густых кистях; венчик мотыльковый. 
На одном растении может быть до 5 тысяч цветков. Пыльца жёлтая, липкая. В одном цветке образуется 0,97 мг, а всё растение продуцирует 4,37—4,85 грамм пыльцы.
Плод — линейный голый, слегка изогнутый боб. Семена чёрно-бурые, эллиптические, немного блестящие.
Цветёт в июне—июле. Плоды созревают в августе—сентябре.

## Распространение и экология
Произрастает в Малой и Средней Азии, на Кавказе и практически на всей территории Европы. На территории России растёт в европейской части и Западной Сибири.
Растёт в сухих лесах, на их опушках, в борах, среди кустарников, на склонах холмов, преимущественно на известняковой или песчаной почве.

## Растительное сырьё
Листья содержат красящие пигменты лютеолин ({\displaystyle {\ce {C15H10O}}}) и генистеин ({\displaystyle {\ce {C16H28N2}}}), алкалоид цитизин {\displaystyle {\ce {C11H14N2O}}}, флавоноиды, дубильные вещества, сапонины тритерпеновой группы, смолистые вещества и органические кислоты, эфирное масло (0,02 % в листьях и 0,03—0,04 % в цветках), аскорбиновую кислоту. В надземной части имеется большой набор микро- и макроэлементов, особенно кальция, калия, фосфора, марганца, кремния, бария. 
Растение ядовито, особенно семена.

## Хозяйственное значение и применение
В восточном Закавказье молодые побеги и цветочные бутоны употребляют в пищу. Их бланшируют, а затем маринуют как каперсы, которым они не уступают по вкусу.
Из цветков и листьев растения добывается ярко-жёлтая краска.
Скотом почти не поедается.
Во Франции и Италии культивируют как волокнистое растение для изготовления грубой ткани типа мешковины.
Растение может быть использовано как декоративное для групповых посадок и бордюров в слабо затенённых местах.
Клинические испытания настоя из зелёных частей растения дали положительные результаты при лечении заболеваний щитовидной железы, в частности, при её затвердении, гипотиреоидизме. Отмечено сильное сосудорасширяющее, антибактериальное действие настоя надземной части.
В гомеопатии используют эссенцию из свежих побегов с листьями и цветками.
В народной медицине:
- надземная часть — при заболеваниях печени, мигрени, рахите, гипертонической болезни, отёках, кожных болезнях;
- корень — при желтухе, малярии, как тонизирующее, при маточных кровотечениях, как мочегонное при нефрите и отёках сердечного происхождения, как средство, способствующее выделению из организма хлоридов, при солевом диатезе, запорах, а также в смесях для лечения нефрита, подагры, артрита, ревматизма.

## Классификация

### Таксономия
Дрок красильный входит в род Дрок (Genista) подсемейства Мотыльковые семейства Бобовые порядка Бобовоцветные.
|  |                                      |  |                                                             |                                                             |                   |  | ещё 3 семейства (согласно Системе APG II) | ещё 3 семейства (согласно Системе APG II)    |                                              |  |  |  | более 450 родов    | более 450 родов     |  |  |
|  |                                      |  |                                                             |                                                             |                   |  | ещё 3 семейства (согласно Системе APG II) | ещё 3 семейства (согласно Системе APG II)    |                                              |  |  |  | более 450 родов    | более 450 родов     |  |  |
|  |                                      |  |                                                             | порядок Бобовоцветные                                       |                   |  |                                           |                                              | подсемейство Мотыльковые                     |  |  |  |                    | вид Дрок красильный |  |  |
|  |                                      |  |                                                             | порядок Бобовоцветные                                       |                   |  |                                           |                                              | подсемейство Мотыльковые                     |  |  |  |                    | вид Дрок красильный |  |  |
|  | отдел Цветковые, или Покрытосеменные |  |                                                             |                                                             | семейство Бобовые |  |                                           |                                              | род Дрок                                     |  |  |  |                    |                     |  |  |
|  | отдел Цветковые, или Покрытосеменные |  |                                                             |                                                             |                   |  |                                           |                                              |                                              |  |  |  |                    |                     |  |  |
|  |                                      |  | ещё 44 порядка цветковых растений (согласно Системе APG II) | ещё 44 порядка цветковых растений (согласно Системе APG II) |                   |  |                                           | ещё 2 подсемейства (согласно Системе APG II) | ещё 2 подсемейства (согласно Системе APG II) |  |  |  | ещё около 90 видов |                     |  |  |
|  |                                      |  |                                                             | ещё 44 порядка цветковых растений (согласно Системе APG II) |                   |  |                                           |                                              | ещё 2 подсемейства (согласно Системе APG II) |  |  |  |                    |                     |  |  |

### Синонимы
Дрок красильный — чрезвычайно полиморфный вид, в зависимости от условий произрастания образует множество форм-фенотипов, отличающихся размерами и формой куста и листьев, опушением.
По данным The Plant List на 2010 год, в синонимику вида входят:
- Cytisus tinctoria (L.) Vis.
- Genista alpestris Bertol.
- Genista anxantica Ten.
- Genista borysthenica Kotov
- Genista campestris Janka
- Genista donetzica Kotov
- Genista elata (Moench) Wender.
- Genista elatior W.D.J.Koch
- Genista humilis Ten.
- Genista hungarica A.Kern.
- Genista lasiocarpa Spach
- Genista mantica Pollini
- Genista marginata Besser
- Genista mayeri Janka
- Genista oligosperma (Andrae) Simonk.
- Genista ovata Waldst. & Kit.
- Genista patula M.Bieb.
- Genista perreymondii Loisel.
- Genista ptilophylla Spach
- Genista pubescens O.Lang
- Genista rupestris Schur
- Genista sibirica L.
- Genista tanaitica P.A.Smirn.
- Genista tenuifolia Loisel.
- Genista virgata Willd.
- Genistoides elata Moench
- Genistoides tinctoria (L.) Moench